# Niels Peter Hillebrandt
Niels Peter Hillebrandt, född 14 september 1815 i Köpenhamn, död där 11 februari 1885, var en dansk musiker. 
Hillebrandt utbildades ursprungligen till tenorsångare vid Giuseppe Sibonis musikkonservatorium. Senare verkade han som musiklärare och organist vid Frederiks tyska kyrka på Christianshavn. En del av hans melodiösa sånger vann popularitet, till exempel Til første Regiment och De sønderjydske Piger.